# Rio Open 2023
Rio Open 2023 — тенісний турнір, що проходив на ґрунтових кортах у місті Ріо-де-Жанейро, Бразилія з 20 до 26 лютого. Належав до категорії ATP 500.

## Фінальна частина

### Одиночний розряд
Кемерон Норрі —  Карлос Алькарас 5–7, 6–4, 7–5

### Парний розряд
Максімо Гонсалес /  Андрес Мольтені —  Хуан Себастьян Кабаль /  Марсело Мело 6–1, 7–6(7–3)